# HaDivadlo
HaDivadlo je divadelní scéna sídlící od roku 2004 v Alfa pasáži v Brně. Již od svého založení v 70. letech v Prostějově se profiluje jako alternativní scéna. Historicky se řadí mezi generační studiová divadla, která vznikala v českém kontextu koncem 60. let a svou tvorbou reagovala na období normalizace. Od samotného počátku si HaDivadlo uchovalo výraznou autorskou poetiku a náročnou dramaturgii postavenou na silných tvůrčích osobnostech, jakými jsou např. Arnošt Goldflam, Jan Antonín Pitínský, Marián Amsler nebo Ivan Buraj. V současnosti je HaDivadlo spolu s Divadlem Husa na provázku a platformou pro performativní umění Terén součástí Centra experimentálního divadla Brno (CED).

## Historie

### 1974–1977: Městské kulturní středisko Prostějov
Hanácké divadlo (původní název HaDivadla) vzniklo oficiálně v roce 1974 na základě několika paradoxních skutečností. Na počátku 70. let 20. století hledal učitel a režisér Svatopluk Vála, stojící v čele amatérského divadla poezie s názvem Studio LŠU, nové možnosti pro své další divadelní aktivity. Ve stejném období ztroskotaly snahy místních úřadů o založení profesionální divadelní scény se stálým hereckým souborem. Vála této situace využil a s úřady se dohodl na vzniku vlastního poloprofesionálního divadelního uskupení, které působilo v rámci Městského kulturního střediska v Prostějově.
O chod nově vzniklého divadla se starali pouze čtyři zaměstnanci, mezi nimiž figurovali režisér a vedoucí souboru Vála a dramaturg, technik a tajemník Josef Kovalčuk. Základ amatérského hereckého souboru tvořili bývalí členové Studia LŠU, například básník Miroslav Kubes či Václav Kolář, první stálý hudebník divadla. Další amatérští herci byli vybíráni z řad prostějovských či olomouckých amatérů a studentů, mezi nimiž byl i olomoucký teatrolog Jan Roubal či teatroložka Táňa Lazorčáková. V roce 1976 začali amatérský soubor doplňovat profesionální herci, například Irena Hýsková či Miloš Černoušek. Poloprofesionální charakter divadla však přetrval až do roku 1980.
HaDivadlo muselo při své tvorbě zohledňovat určité požadavky Městského kulturního střediska, například při uvádění inscenací pro dětské publikum. Soubor zároveň vedl mnoho sporů se stranickými a státními orgány, zejména kvůli své snaze budovat generační divadlo se specifickou poetikou.

### 1977–1985: Národní dům Prostějov
V sezóně 1976/77 se HaDivadlo přesunulo do menší přednáškové síně Národního domu.  Tento přesun měl zásadní dopad na jeho inscenační poetiku, protože získáním komornějšího prostoru se mohlo výrazněji zaměřit na generačně spřízněného diváka. V tomto období se naplno rozvíjely jeho další studiové postupy, jako například vytváření jednotného prostoru nebo chápání divadla jako společně sdíleného aktu. Následující sezónu divadelní soubor posílil Arnošt Goldflam, nejprve jako herec, následně jako režisér. Formovala se tak výrazná trojice tvůrčích osobností (Vála – ⁠⁠⁠⁠⁠⁠Kovalčuk –⁠⁠⁠⁠⁠⁠ Goldflam), která navzdory odlišnému uměleckému pohledu vtiskla souboru specifický divadelní jazyk.

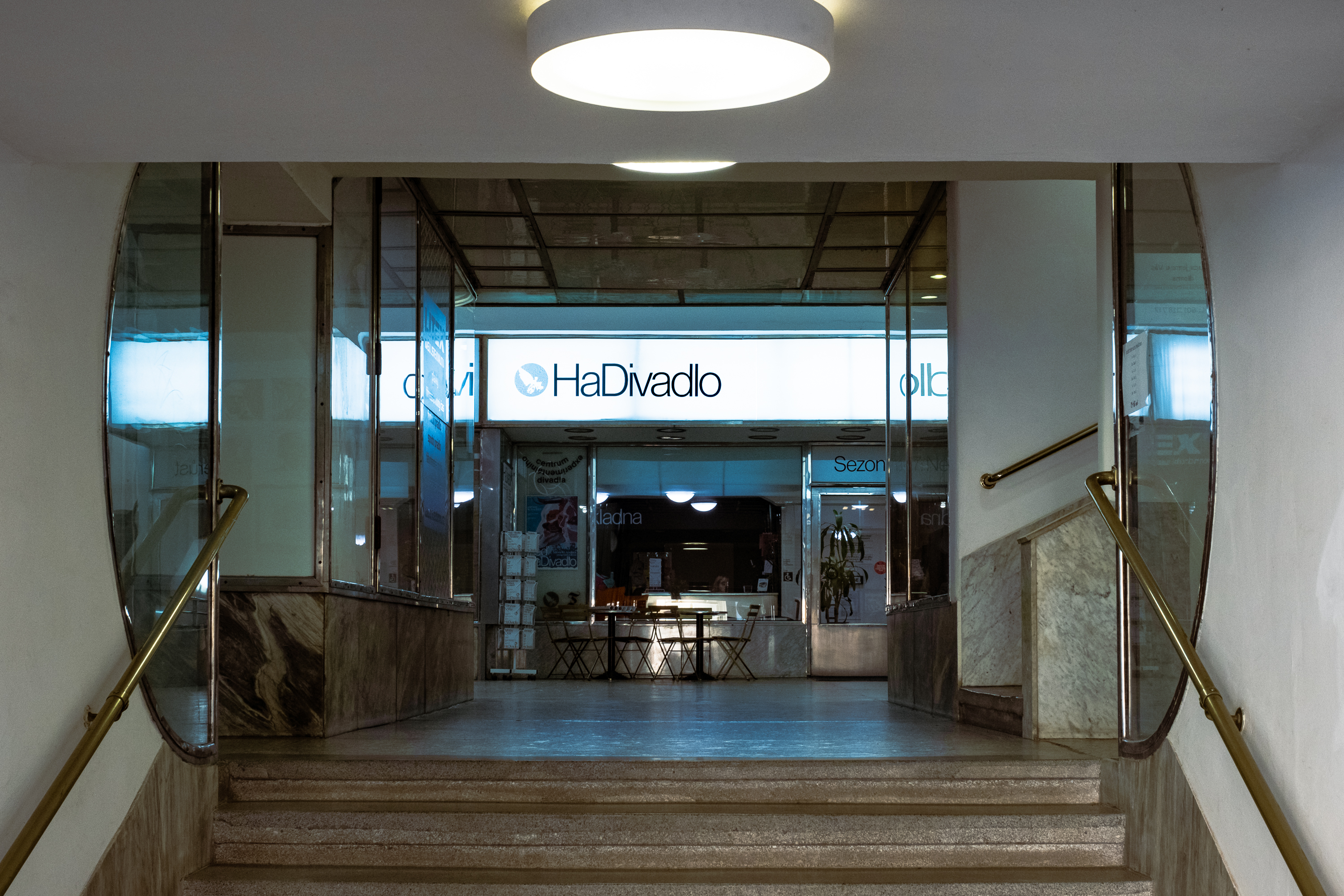
HaDivadlo v Alfa pasáž. Foto David Konečný

Od konce 70. let hrávalo HaDivadlo pravidelně v Brně, Olomouci, Praze či Bratislavě, kde sklízelo větší ohlasy než v Prostějově. V roce 1979 však vstoupil v platnost nový divadelní zákon, který povoloval existenci divadel spravovaných výhradně Krajským národním výborem. Budoucnost souboru se tak ocitla v ohrožení a po celý rok probíhaly diskuse o jeho dalším osudu a možných podobách. Nakonec bylo HaDivadlo v roce 1980 převedeno ze správy Městského kulturního střediska pod brněnské Státní divadlo, čímž získalo profesionální status a stalo se po Divadle na provázku jeho druhou studiovou scénou.
Důvodem tohoto administrativního kroku byla pravděpodobně snaha úřadů o pevnější dohled nad nepohodlným souborem. Nové postavení však divadlu přineslo lepší existenční podmínky, především možnost rozšíření hereckého souboru. Přibyli herci jako Hana Müllerová, Břetislav Rychlík, Barbara Plichtová a další.

### 1985–1988: Klub školství a vědy B. Václavka v Brně
V roce 1985 dosáhlo HaDivadlo vrcholu své popularity, a to nejen mezi mladou generací, ale také mezi nezávisle a alternativně smýšlejícími diváky. Nadále hostovalo v různých českých a slovenských městech. V Prostějově však nastoupila nová garnitura funkcionářů, která se snažila znovu zasahovat do aktivit souboru. To se projevilo například zákazem uvést společný projekt studiových divadel Cesty v Prostějově. Kvůli této situaci začal soubor uvažovat o přestěhování do Brna. Tento krok později prosazoval i u vedení Státního divadla v Brně. Prostějovské úřady nakonec s tímto rozhodnutím souhlasily, a tak se od sezóny 1985/1986 novým působištěm HaDivadla stal Klub školství a vědy Bedřicha Václavka.
Soubor pod vedením Jana Borny působil v těchto prostorách tři roky. Během této krátké doby se však odehrálo několik památných událostí. Patří mezi ně například vystoupení mužské části hereckého souboru v projektu The Roundhouse na světové výstavě Expo 86 v kanadském Vancouveru či první zahraniční hostování divadla ve vícero polských městech (Łódź, Gdaňsk a Varšava) v roce 1987.

### 1988–1990: Obvodní kulturní středisko na Šelepově ulici (Brno)
V roce 1988 soubor HaDivadla opět hledal vhodné prostory pro své působení. Nakonec dostal příležitost hrát v Obvodním kulturním středisku na Šelepově ulici, kde působil také Ochotnický kroužek Jana Antonína Pitínského a Petra Osolsobě. Ve stejném roce vznikl ve spolupráci s Divadlem na provázku projekt publicistického divadla s názvem Rozrazil, který byl zpracován také jako scénický časopis s několika tematickými čísly. Na projektu spolupracovalo HaDivadlo i s Václavem Havlem, který pro Rozrazil napsal text Zítra to spustíme. Po 22 vyprodaných reprízách však vedení Státního divadla uvádění Rozrazilu zastavilo.
V tomto roce došlo také k proměně hereckého souboru divadla. Připojili se Monika Maláčová, Monika Načevová (později známá jako zpěvačka Načeva), Mariana Haličková (později Chmelařová) a Hynek Chmelař.
Pod vlivem politicko-společenských událostí listopadu 1989 se HaDivadlo a Divadlo na provázku staly prvními divadly, která vstoupila do stávky. Někteří členové divadla se připojili k výzvě Václava Havla k založení Občanského fóra v Činoherním klubu, jiní zahájili stávkové aktivity v Brně. Divadlo se podílelo na tisknutí a distribuci letáků, promítalo záběry z Národní třídy a pořádalo večerní diskuse s diváky. Právě z tohoto důvodu obnovené uvádění Rozrazilu z ledna 1989 změnilo své původní zaměření (2. číslo projektu, O ekologii, se mělo uskutečnit v prosinci 1989) a získalo podobu tematizovaných, angažovaných večerů v rámci divadelní stávky.
V tomto turbulentním období se HaDivadlo pokoušelo znovu přestěhovat do vhodnějšího prostoru, neboť nehostinná budova kulturního střediska nebyla pro divadlo ideální. Souboru byla nakonec nabídnutý malý sál v centru Brna na Sukově ulici, kde dnes sídlí Kabinet múz.

### 1991–2004: Kabinet múz
Po převratu dostalo HaDivadlo výpověď z dosavadního působiště a bylo třeba najít nové místo. V roce 1990 došlo ke spojení souboru HaDivadla a Ochotnického kroužku, do divadla tak nastoupil například režisér J. A. Pitinský a množství dalších herců a umělců. Od května 1991 divadlo působilo v sálku na Sukově ulici, který byl slavnostně pokřtěn na Kabinet múz. Hned první premiéra v novém prostoru, Klímova Lidská tragikomedie (1991) v Goldflamově režii, se stala významnou událostí polistopadového divadla. Vedle divadelních produkcí se v Kabinetu múz odehrávaly také autorská čtení, výstavy, diskuze a množství dalších různorodých aktivit.

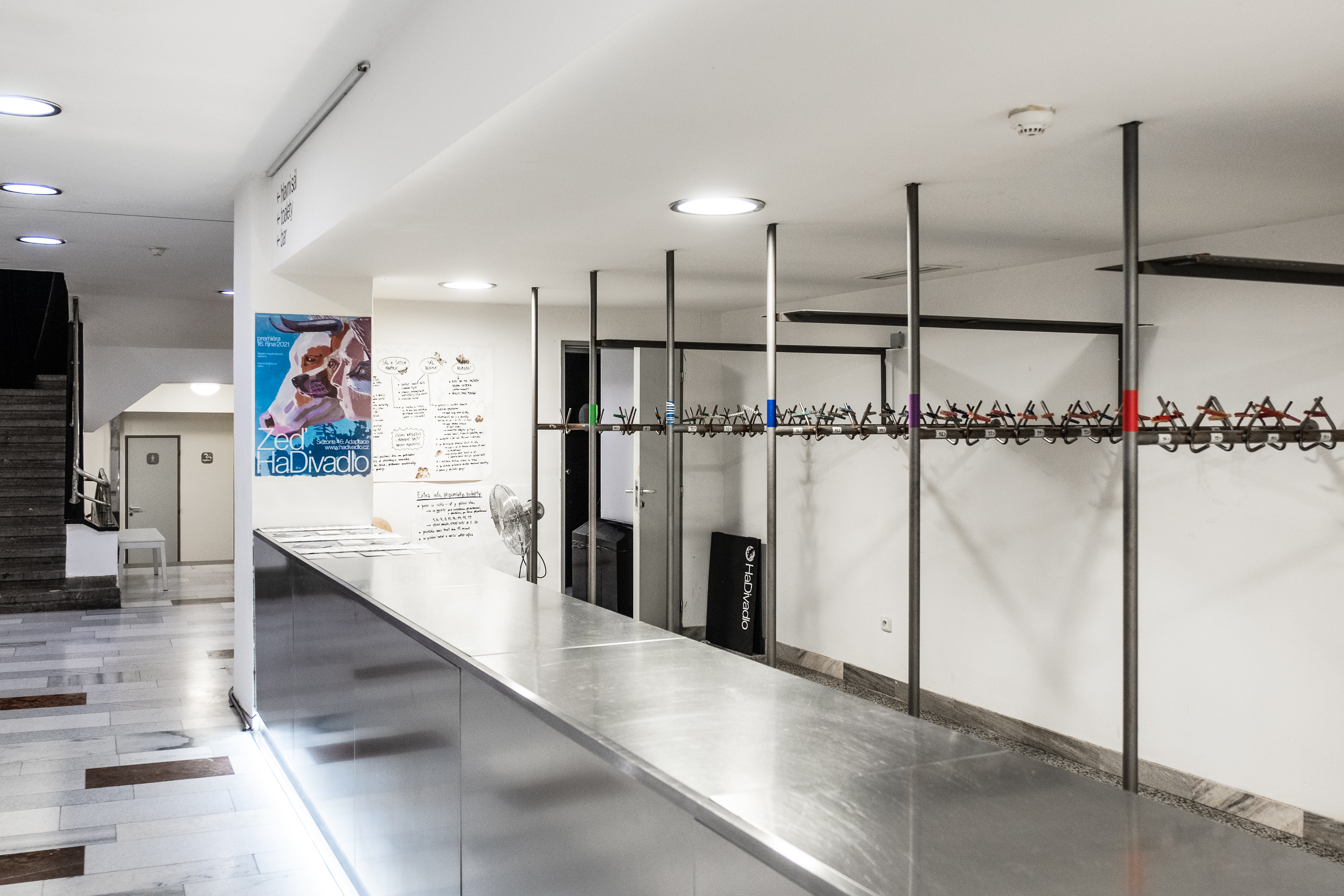
Horní foyer HaDivadla. Foto David Konečný

Na počátku sezóny 1992/93 z divadla odešel režisér J. A. Pitinský a spolupráci omezil také A. Goldflam. Poetika divadla se postupně proměňovala a divadlo hledalo nové cesty. Nejpopulárnější inscenací nejen této sezóny, ale snad i celé historie divadla se stal retromuzikál Hvězdy na vrbě (1992), který vznikl pod vedením Karla Davida. Po odloučení se od Státního divadla došlo v roce 1992 ke vzniku nového svazku mezi HaDivadlem a Divadlem Husa na provázku nazvaném Centrum experimentálního divadla (CED).
V 90. letech HaDivadlo uvedlo především původní hry členů a spolupracovníků divadla a výrazné autorské adaptace. V roce 1996 se uměleckým šéfem stal režisér David Jařab s Ivou Volánkovou (Klestilovou). Z JAMU přišli čerství absolventi Marek Daniel, Pavel Liška, Josef Polášek a Tomáš Matonoha. Po několika změnách ve vedení divadla se v roce 1999 uměleckým šéfem stal Jiří Pokorný, jehož umělecká vize sestávala z vyhledávání a inscenování současné české i zahraniční dramatiky.

### 2004–současnost: Alfa pasáž
Roku 2004 se HaDivadlo opět přestěhovalo, tentokrát do bývalého kina v Alfa pasáži, svého současného působiště. V červnu téhož roku se do vedení divadla dostal jeden z jeho zakládajících členů Josef Kovalčuk. 
V červnu 2004 se uskutečnila první část přehlídky věnované 30 letům HaDivadla, soubor v rámci oslav postupně uvedl všechny inscenace na repertoáru. Přehlídku doprovázely koncerty a tematické večery věnované historii divadla. V obnovené premiéře byla opět uvedena inscenace Lidská tragikomedie v režii Arnošta Goldflama, která v původním nastudování zahajovala provoz v bývalém působišti divadla. Druhá část přehlídky proběhla na podzim téhož roku, tentokrát se na ní představily spřízněné mimobrněnské soubory.
V roce 2005 došlo opět ke změně vedení, tentokrát konkurz vyhráli Luboš Balák na post uměleckého šéfa a Ondřel Elbl jako režisér a dramaturg. Během roku vznikla řada nových inscenací, zejména autorských projektů Luboše Baláka. Řadu zajímavých inscenací přinesl cyklus Proměny 20. století, pokoušející se reflektovat uplynulá desetiletí. Byl vytvořen také nový prostor pro komorní inscenace a experimentální multižánrové projekty, tzv. Studio. 
V průběhu roku 2010 navázalo HaDivadlo úzkou spolupráci s pražským Divadlem Letí a Centrem současné dramatiky. Post uměleckého šéfa v této době přebral Marián Amsler. V následujících letech se dramaturgie divadla přiklání k inscenování textů současné dramatiky. Byly uvedeny například hry Tajná zpráva z planety matek Anny Saavedry, Roky 90: Láska, pank a Nesmírnost Ondřeje Novotného nebo další díla především německých autorů.
Od počátku sezóny 2011/2012 rozvíjelo HaDivadlo dramaturgický projekt na téma Konec civilizace, zabývající se problémy současné evropské civilizace a společenskými fenomény. Projekt byl v prosinci 2012 završen festivalem APOCALYPSE NOW! a happeningem Čekání na RESTART, odkazujícím na avizovaný konec světa podle mayského kalendáře.

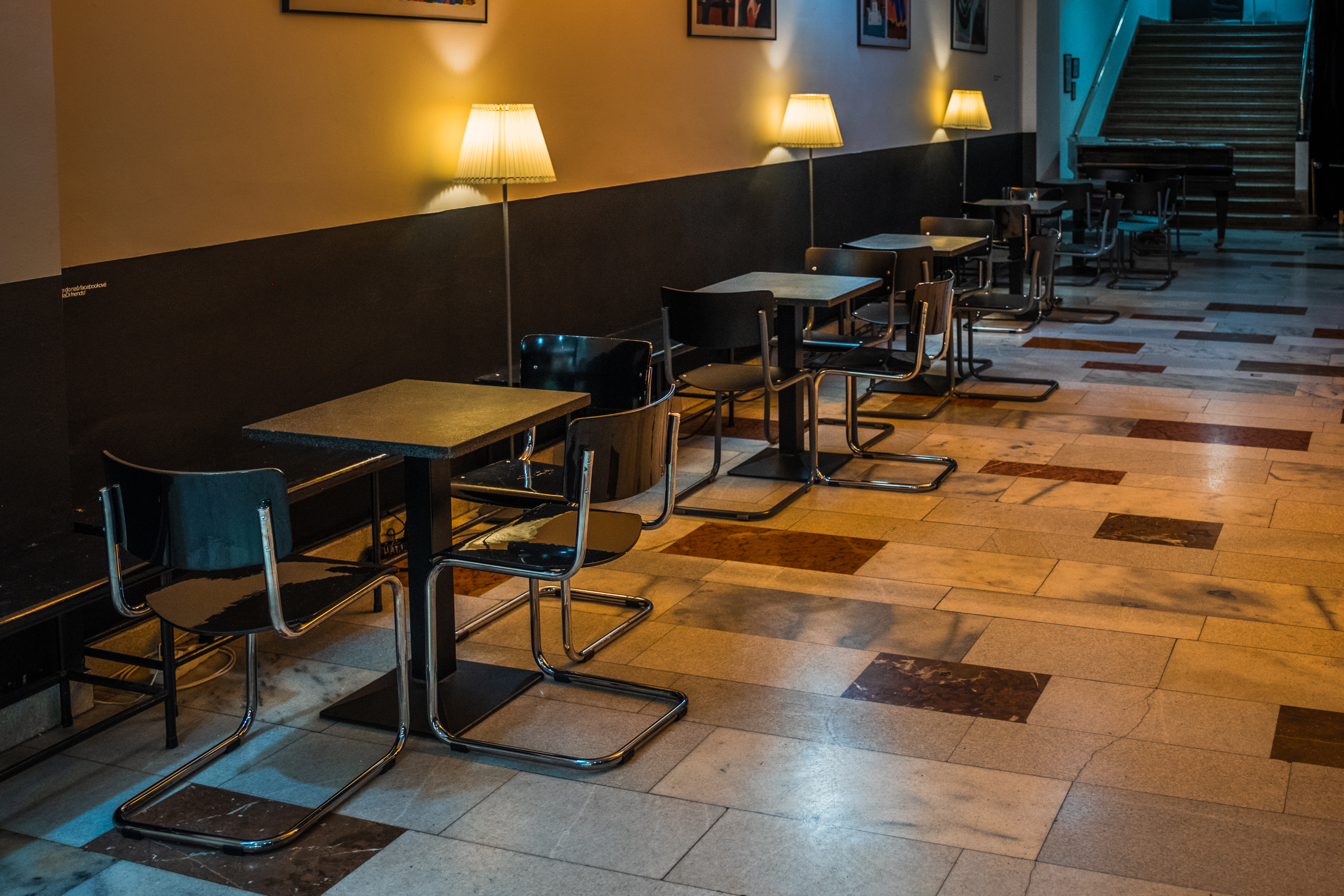
Dolní foyer HaDivadla. Foto David Konečný

Mezi lety 2012–2013 se HaDivadlo spolu s Divadlem Husa na provázku a Divadlem U stolu zapojilo do příprav společného projektu s názvem Rozrazil 5/2013 – O naší nynější krizi, navazující na tradici scénických časopisů Rozrazil. Uvedení proběhlo v areálu Divadla Husa na provázku v lednu 2013.
Na konci roku 2014 odešel z vedení Marián Amsler a na jeho post nastoupil mladý režisér Ivan Buraj, který už s divadlem na Amslerovu žádost spolupracoval na realizaci inscenací KREATURY: K ohni se mnou pojď v roce 2012 a Zámek (záře integrace) v roce 2014. Společně s Burajem nastoupila do vedení divadla na pozici intendantky Anna Stránská. 
V současné době HaDivadlo pravidelně spolupracuje s mnohými divadelními či jinými festivaly probíhajícími v Brně (…příští vlna/next wave…,Setkání/Encounter, Divadelní svět Brno). Účastní se divadelních festivalů, přehlídek a zájezdů a spolupracuje s mnoha českými i zahraničními divadly a tvůrci. 
Od Sezony 51 (2024/2026) vystřídá v pozici uměleckého vedení režiséra Ivana Buraje kolektiv mladých tvůrců a absolventů Divadelní fakulty JAMU ve složení Jana Vaverková, Jan Doležel a Justina Grecová.

## Přehled lokací HaDivadla
| 1974–⁠⁠⁠⁠⁠⁠1977  | Městské kulturní středisko Prostějov    |
| 1977–⁠⁠⁠⁠⁠⁠1985  | Národní dům Prostějov                   |
| 1985–⁠⁠⁠⁠⁠⁠1988  | Klub školství a vědy B. Václavka v Brně |
| 1988–⁠⁠⁠⁠⁠⁠1990  | Kulturní středisko na Šelepově ulici    |
| 1991–⁠⁠⁠⁠⁠⁠2004  | Kabinet múz                             |
| 2004–⁠⁠⁠⁠⁠⁠dosud | Alfa pasáž                              |

## Soubor divadla
Soubor HaDivadla je spojen například se jmény Arnošta Goldflama, Miloslava Maršálka, Břetislava Rychlíka, Pavla Lišky, Tomáše Matonohy, Luboše Baláka, J. A. Pitínského, Jána Sedala, Jana Nebeského, Gabriely Vermelho, Jiřího Bulise, Martina Huby, Mariany Chmelařové, Jany Plodkové, Josefa Poláška, Marie Ludvíkové, Jana Lepšíka, Cyrila Drozdy, Agáty Kryštůfkové, Mariána Chalányho, Táni Malíkové a Simony Pekové.
Oproti klasickým repertoárovým scénám je práce HaDivadla i dnes mnohem více založena na autorském přístupu herců k roli a tématu inscenace, stejně tak je podstatná možnost, že kdokoli z divadelního ansámblu může zásadně ovlivnit výslednou inscenaci.
V současnosti herecký soubor tvoří: Cyril Drozda, Radim Chyba, Magdalena Kuntová, Marie Ludvíková, Miloslav Maršálek, Simona Peková, Jáchym Sůra, Jiří Miroslav Valůšek a Sara Venclovská.

## Poetika divadla a repertoár

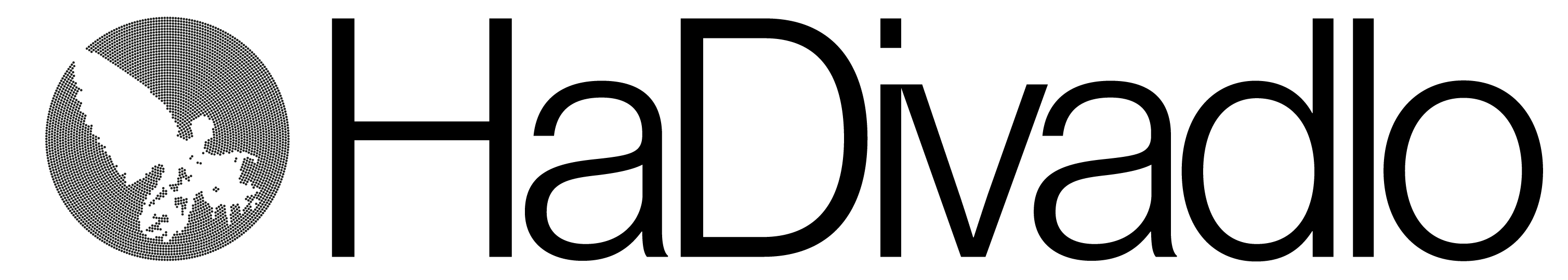
Aktuální logo HaDivadla

HaDivadlo zahájilo svou uměleckou dráhu v červnu 1974 voicebandovým recitačním pásmem s názvem Revoluční epos. Mezi jeho první inscenační počiny patřila hra Štěnice od Vladimira Majakovského a inscenace inspirovaná renesančními komediemi a Rabelaisovými texty s názvem Benátčanky, která již v roce 1975 předznamenala příklon souboru k pojetí autorského divadla. Do tohoto období spadá také tvorba pro děti a mládež. Mezi nejvýraznější počiny této linie patří dramatizace Vančurovy novely Kubula a Kuba Kubikula, která představuje vrchol možností amatérského souboru.
Od sezóny 1976/77 se divadlo začalo výrazně orientovat na autorskou tvorbu. Příkladem této poetiky je režisér Svatopluk Vála a jeho inscenační triptych Ekkykléma –⁠ Depeše na kolečkách –⁠ Chapliniáda (1977–79), inspirovaný avantgardou a tematizující vztah umělce a společnosti. Tato trilogie představuje charakteristické rysy poetiky HaDivadla: grotesknost, metaforickou obraznost, asociativní komunikaci, imaginativní symboliku a důraz na mimoherecké složky, jako jsou scénografie, rekvizity, hudba či neverbální výrazové prostředky. Další trojicí inscenací, Ztráty a nálezy (1981), Pouť k milosrdným (1983) a Na hrázi věčnosti (1984), Vála poukazuje na marné umělecké snažení vůči lhostejným mechanismům vnějšího světa.
Druhou výraznou osobností tohoto období byl Arnošt Goldflam, intuitivní a empaticky založený režisér, preferující múzické hodnoty divadla, jako jsou obraz, atmosféra a exprese či imprese. Ve svých scénářích často vycházel z ruské literatury, například v inscenacích Život ze sametu barvy lila na motivy románu Šipovova dobrodružství od B. Okudžavy (1979), Panoptikum podle M. J. Saltykova-Ščedrina a N. V. Gogola (1980) nebo Zrcadlení, textové montáži z A. P. Čechova, D. Charmse, A. Tarkovského a A. Vvěděnského (1984). Vedle divadelních scénářů se inscenovaly také původní hry, které u Goldflama často odkazovaly k jeho vlastním životním osudům a zkušenostem, a monodramata psaná přímo pro konkrétní herce. Mezi takové inscenace patřily například Návrat ztraceného syna (1983), Útržky z nedokončeného románu (1985), Biletářka (1983) nebo Jeden den (1983).
V 80. letech začalo HaDivadlo taktéž aktivně prosazovat program autorského herectví. Tento pojem mířil především k důrazu na kreativní autorský moment herce, oceňoval jeho tvůrčí potenciál a provokoval jeho spontánní výpověď. Tato koncepce se nejvýrazněji projevila v inscenacích Bylo jich 5 a ½ (1982, režie: A. Goldflam) a při účasti na společném projektu studiových divadel Cesty (1984). V praxi šlo především o paralelnost procesu zkoušení a vzniku textu prostřednictvím improvizace na daná i osobně asociovaná témata, motivy či situace, v nichž se objevovala a hodnotila autentická zkušenost a tvůrčí potenciál herců.
Od poloviny 80. let se HaDivadlo nadále zaměřuje na realizaci autorských her, zejména z pera A. Goldflama. Takto vzniká inscenace Dcery národa ve spolupráci s herečkami Ivou Klestilovou a Hanou Müllerovou (1987) či Goldflamovo vrcholné dílo Písek (1988). V tomto období se však dramaturgický záběr divadla rozšířil o hry dalších autorů, například Úklady doktora Sakripantiho (scénář a režie: Hubert Krejčí, 1984), Vojcek (režie: Ivo Krobot, 1988) či Žádná tragédie (režie: Břetislav Rychlík, 1989).
Spolupráce s externími režiséry většinou skončila po uvedení jedné inscenace, výjimkou však zůstává Jan Borna, student režie na pražské DAMU, který v roce 1985 přichází do HaDivadla na stáž a setrvává zde dvě divadelní sezóny. V roce 1986 připravuje své nejpamětihodnější inscenace: Střemhlav na motivy próz Borise Viana (1986), Bajky o lišákovi od Sławomira Mrożka (1986) a Hry pro děti a s dětmi, montáž textů od Ch. Morgensterna, M. Macourka a J. Vodňanského (1986).
V témže roce HaDivadlo poprvé spolupracuje s J. A. Pitinským, který je spolu s Milošem Černouškem autorem a režisérem inscenace Deska (1986).
Repertoár 90. let zahrnuje řadu podle kritiky nepříliš úspěšných inscenací režiséra Davida Jařaba, vyznavače surrealismu. Jde například o inscenace Písař Bartleby (1993, r. Jařab), Jeux d’enfants (1995, r. Jařab) a Zmatky chovance Törlesse (1996, Jařab). Mezi inscenace, které pomohly toto krizové období překonat, patří především Psí valčík (1996, r. Goldflam) a Jób (1996, r. Pitinský).
Začátkem roku 2000 se muselo HaDivadlo vyrovnávat s nutnou změnou dramatického plánu způsobenou náhlým úmrtím výrazného režiséra Petra Lébla, který zde měl realizovat větší inscenační projekt Scapinova šibalství. V roce 2001 uvedlo HaDivadlo hru Faust (Faust je mrtvý) v režii Jiřího Pokorného. Inscenace sklidila úspěch nejen na české divadelní scéně, ale i v zahraničí. HaDivadlo s ní hostovalo například na Slovensku, v Maďarsku nebo v roce 2002 ve francouzském Marseille.
V únoru 2003 zahájilo HaDivadlo nový cyklus scénických čtení Pátek s..., který měl nabídnout možnost mladým českým dramatikům představit své hry a umožnit jim kontakt s tvůrci. Zbytek sezóny a začátek nové byl silně ovlivněn stěhováním divadla z Kabinetu múz do Alfa pasáže. První představení v novém prostoru proběhla až 28. a 29. prosince 2003.
Působení v novém prostoru provázela také snaha o hledání nové poetiky divadla. Ambicí divadla byla snaha zasáhnout širší publikum, a proto došlo k žánrovému rozšíření produkcí a hledání nových témat. 
Mezi úspěšné inscenace následujících sezón patří například Top Dogs (2002, r. J. Pokorný), Doma u Hitlerů aneb Historky z Hitlerovic kuchyně (2007, r. L. Balák) a Indián v ohrožení (2008, r. Jiří Havelka), Modelka XXL aneb Moje stehna v proklatým detailu (2010, r. Janka Ryšánek Schmiedtová). V roce 2008 proběhlo v režii Luboše Baláka několik politicko-satirických představení v rámci cyklu Kluzká podlaha. HaDivadlo bylo v té době jediným divadlem, které se politické satiře v takové míře věnovalo.
V období po roce 2010 lze zmínit například inscenace Tajná zpráva z planety matek/Mamma guerilla (2012, r. M. Amsler), Soumrak samců (2012, r. Sláva Daubnerová), Roky 90: láska, pank a nesmírnost (2013, r. M. Schlegelová), Rozrazil 5/2013 – O naší nynější krizi (2013, r. V. Morávek, B. Rychlík, E. Tálská, A. Petrželková a další), Vyhnání Gerty Schnirch (2014, M. Amsler), Maryša (2014, r. L. Brutovský), Die young! (2015, r. A. Bauerová, J. Viňarský, A. Krutová), Mučedník (2015, r. M. Amsler) a další. 
V období působení Ivana Buraje na pozici uměleckého šéfa v letech 2015–⁠⁠⁠⁠⁠⁠2025 se inscenační tvorba zaměřovala na reflexi fenoménů společenského a globálního dění v tematických sezonách. Hlavní dramaturgické linie sestávaly z inscenování klasických dramatických textů, autorské kolektivní tvorby a adaptací nedramatických textů. V tomto období byl kladen důraz na offprogram a doprovodné vzdělávací programy (úvody, besedy po představení, workshopy). Mezi významné spolupracovníky tohoto období patří například Kamila Polívková, Bohdan Karásek, J. A. Pitínský a Břetislav Rychlík.

## Prostory v minulosti

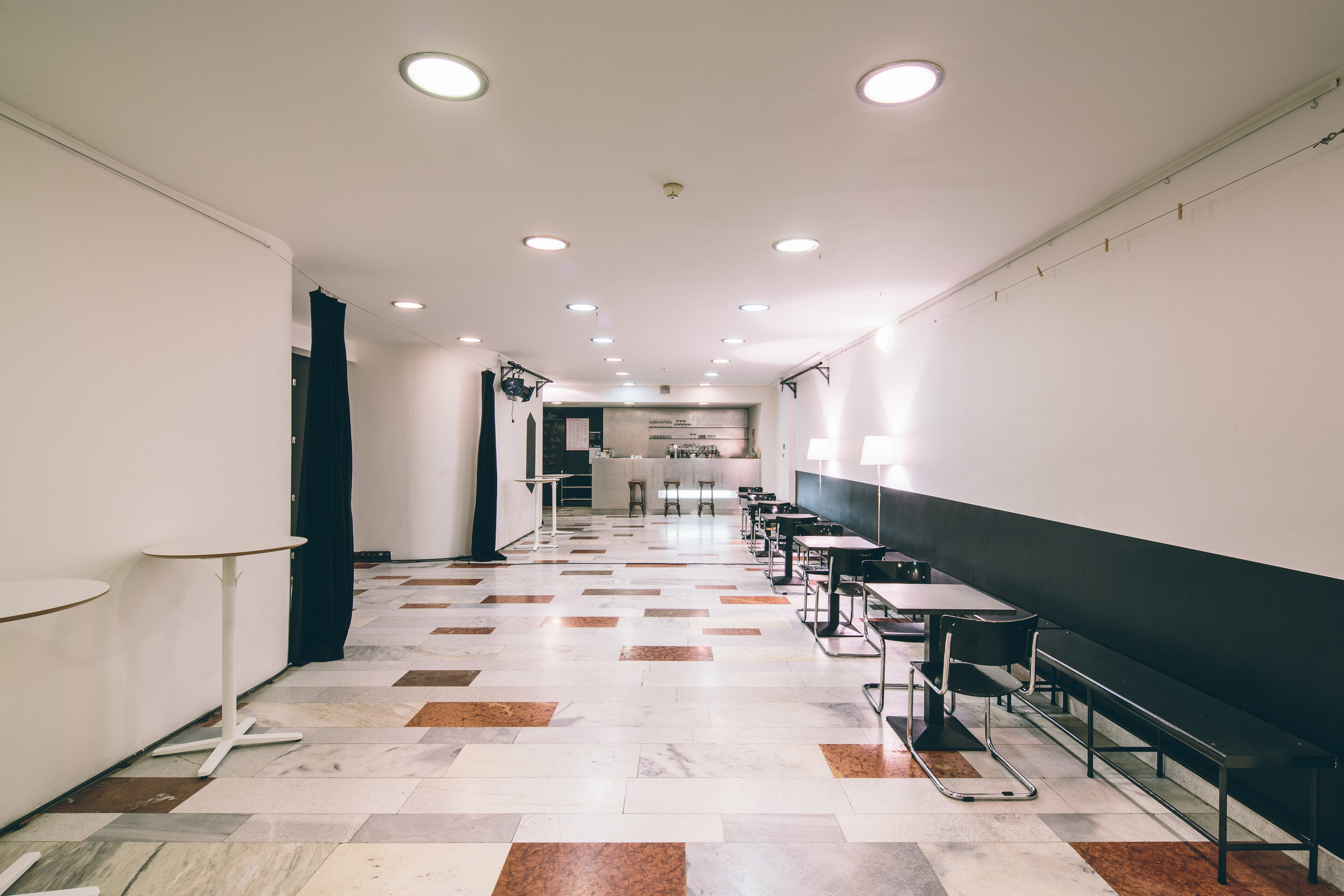
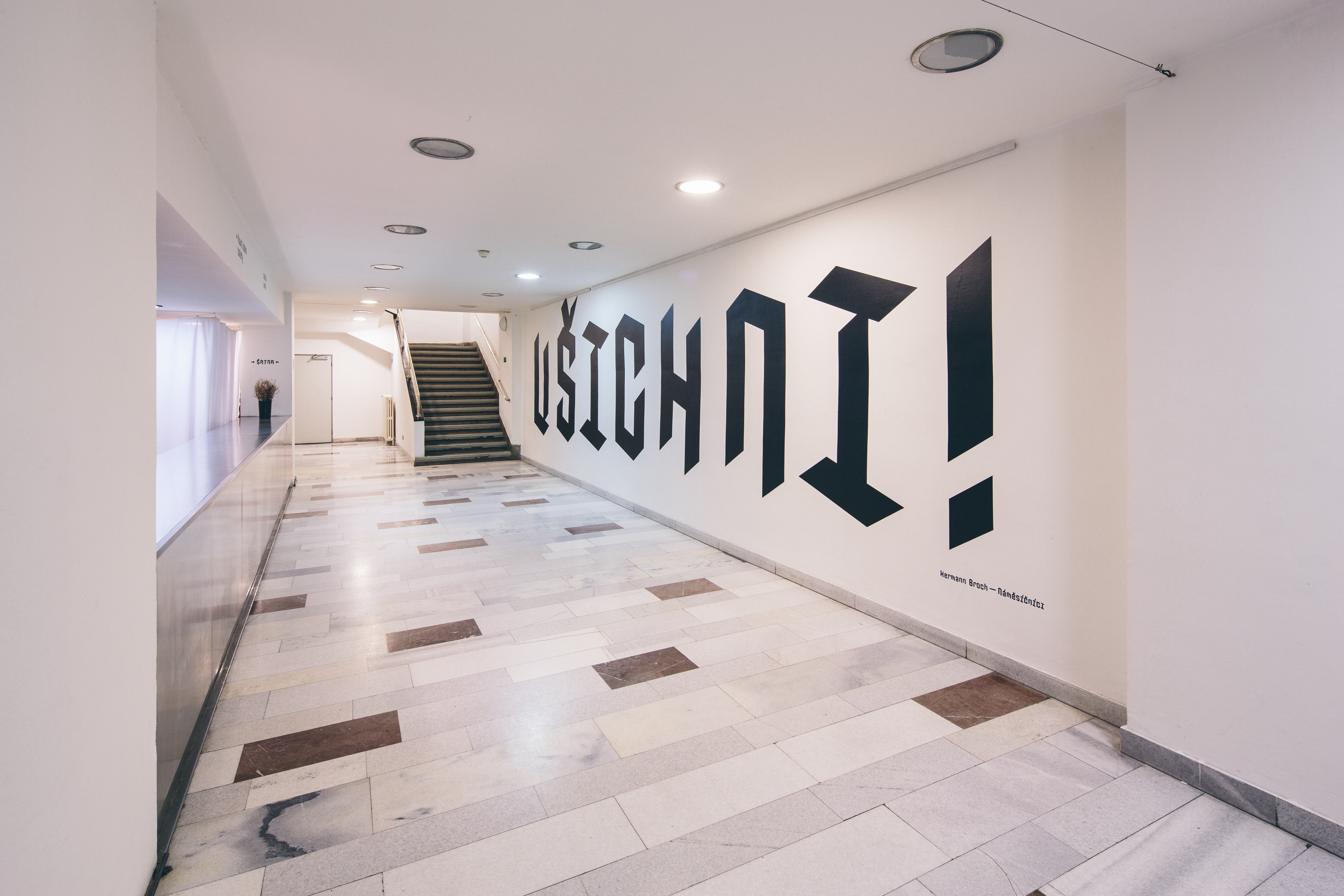
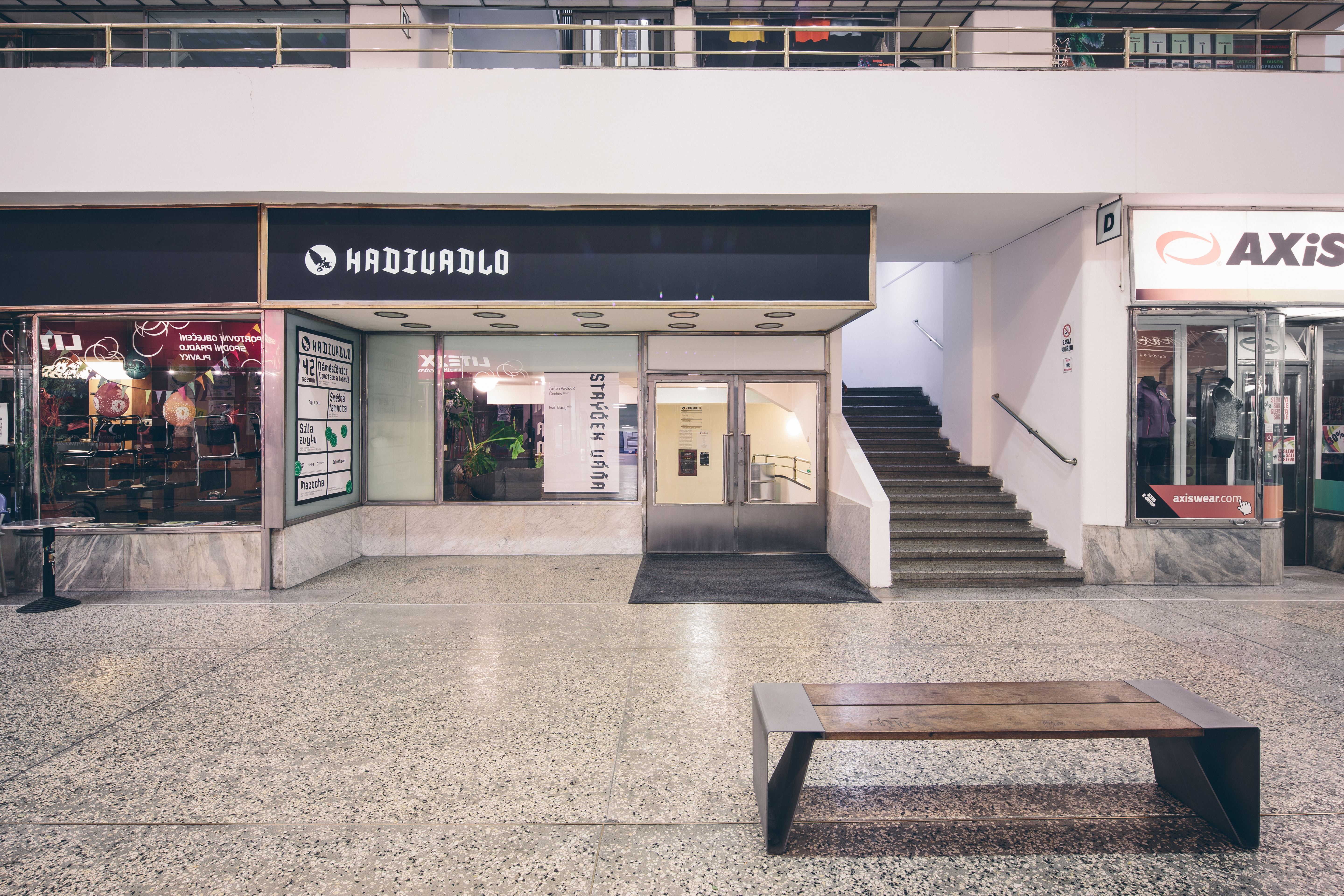
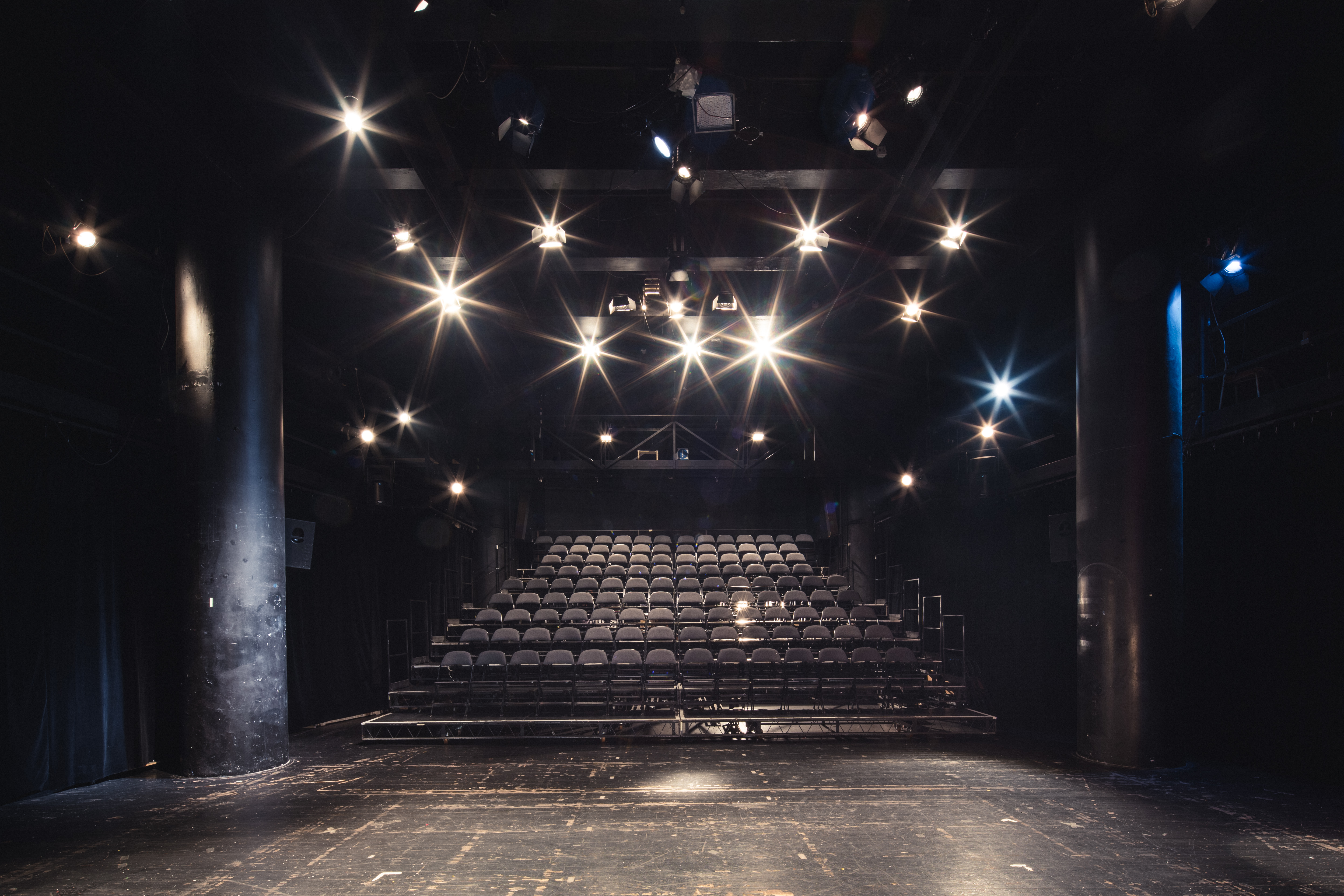